# Marquesat de Gorzegno
El marquesat de Gorzegno fou un estat històric d'Itàlia d'una branca dels marquesos aleràmics del Carreto de Finale, originat en el Novello.
Gorzegno és esmentada com a possessió de Bonifaci del Vasto (net del fundador de la marca Aleràmica, Aleram de Montferrat) el 1111. A la seva mort, posterior al 1125, hauria passat al seu fill Guillem, marquès de Busca i el 1168 Guglielmo i Anselmino Lignon són esmentats com a vassalls de Manfred de Busca, probablement un germà del marquès Berenguer, que els va donar terres a Dogliani. El 1191 és testimoniat un «Anricus de Gorzegno» en una cessió d'Alda, esposa del marquès Otó del Carretto, marquès nominal de Savona i marquès de Dego. El 1213 «Robaldo Mulinarii de Gorcenius» va jurar fidelitat a Alba.
El 1219 Enric, titulat marquès de Savona, i el seu fill Guillem Gratapaglia, van cedir a Alba els seus drets sobre Gorzegno; a continuació, Enric la va rebre un feu; el mateix any un acord entre Enric i el podestà d'Alba va establir que els comerciants havien d'anar als mercats de Gorzegno, segons estableixen els convenis anteriors.
El 1224 Enric II del Carretto (marquès de Finale), fil d'Enric I, el germà d'Otó, va vendre els seus drets sobre Gorzegno a la ciutat d'Asti mitjançant un acord pel qual immediatament el va subinfeudar a Guillem Gratapaglia, en nom d'Enric II del Carretto (marquès de Finale), fil d'Enric I, el germà d'Otó.
Per un acord entre Alba i Jaume del Carretto, fill d'Enric II del Carretto, Gorgzegno va passar a Jaume. A la divisió del feu de Finale a la mort de Jaume el 21 d'octubre de 1268, Gorzegno va quedar dins els dominis de la branca de marquesos de Novello, del seu fill Enric, junt amb Prunetto, Monesiglio i altres feus.
L'emperador Carles IV va concedir la investidura imperial als germans Antoni, Albert, Enric, Francisquet i Manfred, fills de Jaume del Carretto de Novello (2 de febrer de 1354) reconeixent el domini de Novello, Monchiero, Sinio, Albaretto della Torre, Arguello, Serravalle Langhe, Bossolasco, Gorzegno, Mombarcaro, Lodisio, Castino, Cerreto (juntament amb part de Cosseria), Millesimo i Carcare. Al segle xvi la principal seu del marquesat i feu imperial era a Gorzegno, sorgida de Novello, que s'esmenta com a marquesat de Gorzegno.
El marquès va vendre els seus drets a Savoia el 1703, i la venda va quedar confirmada definitivament el 1726 quedant des de llavors annexionat a Savoia.